# US Sassuolo Calcio
Unione Sportiva Sassuolo Calcio, zkráceně jen Sassuolo je italský fotbalový klub hrající v sezóně 2025/26 ve 1. italské fotbalové lize sídlící ve městě Sassuolo v regionu Emilia-Romagna.
Klub byl založen sloučením dvou klubů Football Club Sassuolo Sportiva a San Giorgio Sassuolo v roce 1974 jako Unione Sportiva Sassuolo Calcio. Třetí ligu klub hraje prvně až v sezoně 2006/07. Hraje jí dvě sezony a pak postoupí do druhé ligy. Nejvyšší soutěž klub hraje v sezoně 2013/14.
Evropské poháry hrál klub 1 sezonu (2016/17). Skončil na posledním místě v tabulce v základní části.
V nejvyšší soutěži klub hrál celkem 11 sezon (nepřetržitě od sezony 2013/14). Nejlepší umístění je 6. místo v sezoně 2015/16. V Italském poháru je největší úspěch osmifinále ve 4 sezonách.
Ve druhé lize klub odehrál 6 sezon a vyhrál ji 2x.

## Změny názvu klubu
- - 1974/75 – US Sassuolo Calcio (Unione Sportiva Sassuolo Calcio)

## Získané trofeje

### Vyhrané domácí soutěže
- 2. italská liga ( 2x )

2012/13, 2024/25
- 3. italská liga ( 1x )

2007/08

## Soupiska
Aktuální k  1. 2. 2024
| Číslo |                  | Pozice | Hráč                         |
| ----- | ---------------- | ------ | ---------------------------- |
| 2     | Itálie           | B      | Filippo Missori              |
| 3     | Norsko           | O      | Marcus Pedersen              |
| 5     | Chorvatsko       | O      | Martin Erlić                 |
| 6     | Srbsko           | Z      | Uroš Račić                   |
| 7     | Brazílie         | Z      | Matheus Henrique             |
| 8     | Nizozemsko       | Ú      | Samuele Mulattieri           |
| 9     | Itálie           | Ú      | Andrea Pinamonti             |
| 10    | Itálie           | Ú      | Domenico Berardi             |
| 11    | Albánie          | Z      | Nedim Bajrami                |
| 13    | Itálie           | O      | Gian Marco Ferrari (kapitán) |
| 14    | Rovníková Guinea | Z      | Pedro Obiang                 |
| 15    | Norsko           | Ú      | Emil Ceide                   |
| 19    | Albánie          | O      | Marash Kumbulla              |
| 20    | Španělsko        | Z      | Samu Castillejo              |

| Číslo |          | Pozice | Hráč                |
| ----- | -------- | ------ | ------------------- |
| 21    | Itálie   | O      | Mattia Viti         |
| 22    | Německo  | O      | Jeremy Toljan       |
| 23    | Itálie   | Ú      | Cristian Volpato    |
| 24    | Rumunsko | Z      | Daniel Boloca       |
| 25    | Itálie   | B      | Gianluca Pegolo     |
| 28    | Itálie   | B      | Alessio Cragno      |
| 35    | Itálie   | Z      | Luca Lipani         |
| 42    | Norsko   | Z      | Kristian Thorstvedt |
| 43    | Skotsko  | O      | Josh Doig           |
| 44    | Brazílie | O      | Ruan Tressoldi      |
| 45    | Francie  | Ú      | Armand Laurienté    |
| 47    | Itálie   | B      | Andrea Consigli     |
| 92    | Francie  | Ú      | Grégoire Defrel     |

## Účast v ligách
| Úroveň soutěže | Název soutěže (nynější název) | První hraná sezona | Poslední hraná sezona | celkem odehraných sezon |
| -------------- | ----------------------------- | ------------------ | --------------------- | ----------------------- |
| 1              | Serie A                       | 2013/14            | 2025/26               | 12                      |
| 2              | Serie B                       | 2008/09            | 2024/25               | 6                       |
| 3              | Serie C                       | 2006/07            | 2007/08               | 2                       |
| 4              | Serie D                       | 1968/69            | 2005/06               | 22                      |
| 5              | Eccellenza                    | 1978/79            | 1997/98               | 12                      |

Historická tabulka Serie A od sezony 1929/30 do 2023/24.
| Celkové místo | Odehraných sezon | Celkem bodů | Celkem zápasů | Celkem výher | Celkem remíz | Celkem proher | Celkové skore |
| ------------- | ---------------- | ----------- | ------------- | ------------ | ------------ | ------------- | ------------- |
| 28            | 11               | 514         | 418           | 133          | 115          | 170           | 568:672       |

## Fotbalisté

### Historické statistiky
| Počet utkání | Počet utkání         | Počet utkání |  | Počet branek | Počet branek       | Počet branek |
| Pořadí       | Jméno                | Počet        |  | Pořadí       | Jméno              | Počet        |
| 1.           | Francesco Magnanelli | 520          |  | 1.           | Domenico Berardi   | 148          |
| 2.           | Andrea Consigli      | 371          |  | 2.           | Cristiano Luconi   | 44           |
| 3.           | Domenico Berardi     | 351          |  | 3.           | Gaetano Masucci    | 44           |
| 4.           | Gaetano Masucci      | 242          |  | 4.           | Alessandro Noselli | 38           |
| 5.           | Nicolò Consolini     | 219          |  | 5.           | Grégoire Defrel    | 34           |

- poznámky:

aktivní

### Rekordní přestupy
| Nákup  | Nákup               | Nákup     | Nákup     | Nákup          |  | Prodej | Prodej              | Prodej    | Prodej      | Prodej          |
| Pořadí | Jméno               | sezona    | klub      | částka         |  | Pořadí | Jméno               | sezona    | klub        | částka          |
| 1.     | Andrea Pinamonti    | 2023/2024 | Inter     | 20 mil. Euro   |  | 1.     | Gianluca Scamacca   | 2022/2023 | West Ham    | 38,6 Euro       |
| 2.     | Hamed Junior Traorè | 2021/2022 | Empoli    | 16 mil. Euro   |  | 2.     | Manuel Locatelli    | 2023/2024 | Juventus    | 36,4 mil. Euro  |
| 3.     | Davide Frattesi     | 2017/2018 | Řím       | 14,6 mil. Euro |  | 3.     | Davide Frattesi     | 2024/2025 | Inter       | 31,4 mil. Euro  |
| 4.     | Manuel Locatelli    | 2019/2020 | Milán     | 14 mil. Euro   |  | 4.     | Giacomo Raspadori   | 2023/2024 | Neapol      | 26 mil. Euro    |
| 5.     | Marlon              | 2018/2019 | Barcelona | 12 mil. Euro   |  | 5.     | Hamed Junior Traorè | 2023/2024 | Bournemouth | 25,62 mil. Euro |

### Na velkých turnajích

#### Účastníci Mistrovství světa
- Carl Valeri (MS 2010)
- Reto Ziegler (MS 2014)
- Martin Erlić (MS 2022)

#### Vítězové Mistrovství Evropy
- Manuel Locatelli (ME 2020)
- Domenico Berardi (ME 2020)
- Giacomo Raspadori (ME 2020)

#### Účastníci Mistrovství Evropy
- Šime Vrsaljko (ME 2016)
- Kaan Ayhan (ME 2020)
- Mert Müldür (ME 2020)
- Lukáš Haraslín (ME 2020)
- Martin Erlić (ME 2024)
- Nedim Bajrami (ME 2024)
- Marash Kumbulla (ME 2024)

#### Účastník Copa América
- Marcelo Zalayeta (CA 1999)

#### Vítěz Afrického poháru národů
- Ismaël Bennacer (APN 2019)

#### Účastníci Afrického poháru národů
- Richmond Boakye (APN 2013)
- Saphir Taïder (APN 2015)
- Mehdi Bourabia (APN 2019)
- Jérémie Boga (APN 2021)

## Česká stopa
- Milan Jirásek (2010)